# Révolte de Madère

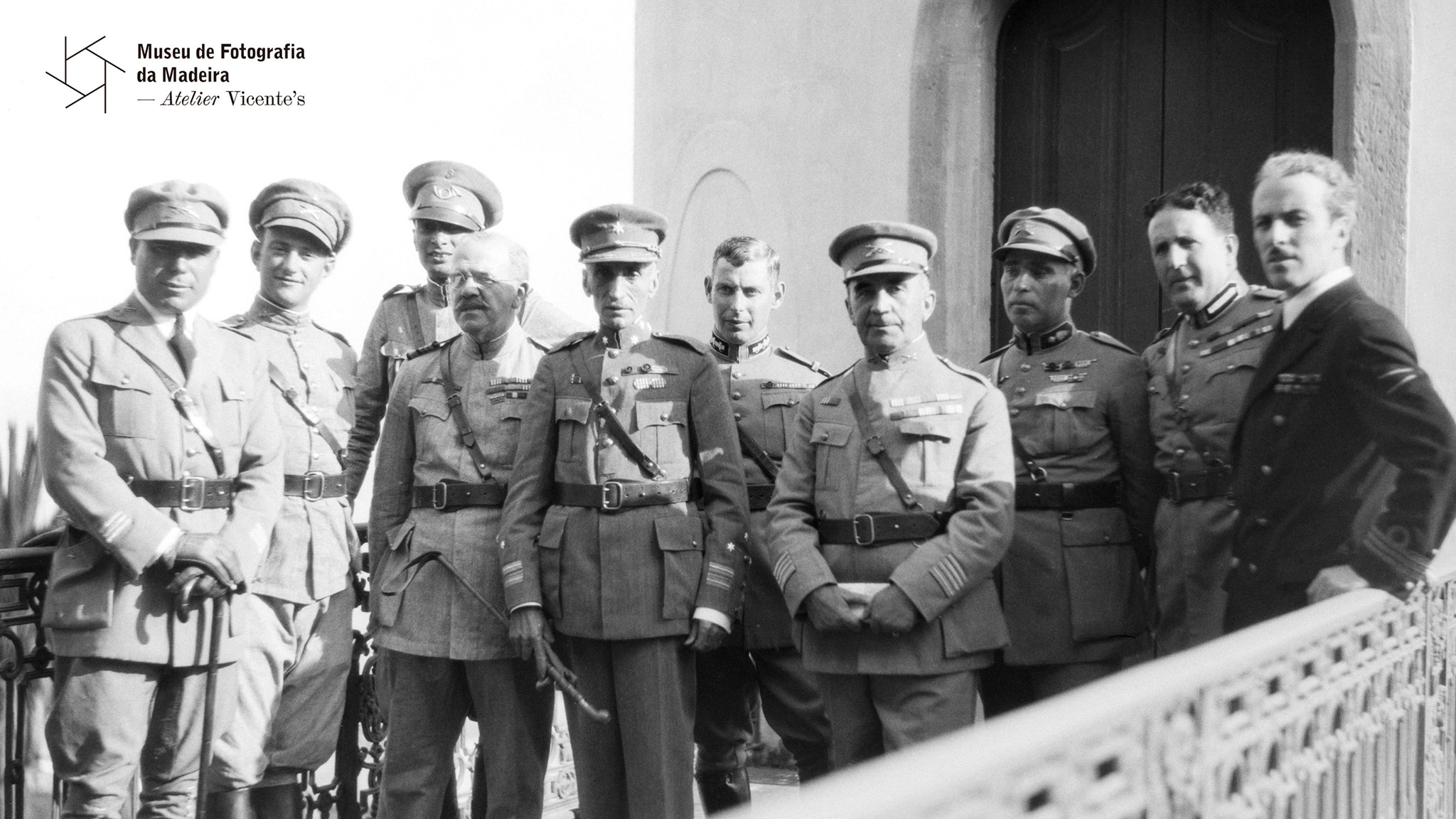
Les officiers de la junte dirigeant la révolte de Madère le 4 avril 1931. De gauche à droite : le lieutenant Carlos de Jesus Vilhena ; le lieutenant Manuel Ferreira Camões ; Enseigne Hasse Ferreira ; le colonel Fernando Augusto Freiria ; le général Adalberto Gastão de Sousa Dias ; le major Carlos Bragança Parreira ; le colonel d'infanterie José Mendes dos Reis ; le major Filipe de Sousa ; Le capitaine Augusto Casimiro et le colonel José da Costa.

La révolte de Madère, également appelé la révolte des Déportés ou la révolte des Insulaires, était un pronunciamento et un soulèvement militaire contre le gouvernement de dictature nationale portugaise(1926-1933) qui a eu lieu sur l’île de Madère, à partir des premières heures du 4 avril 1931,. Le 8 avril, la rébellion s’est étendue à certaines îles des Açores et a atteint la Guinée portugaise le 17 avril. Il y a eu aussi des tentatives de soulèvement militaire au Mozambique et sur l’île de São Tomé, qui ont échoué très tôt. Les mutineries militaires prévues en métropole ne se sont jamais produites.

## Historique

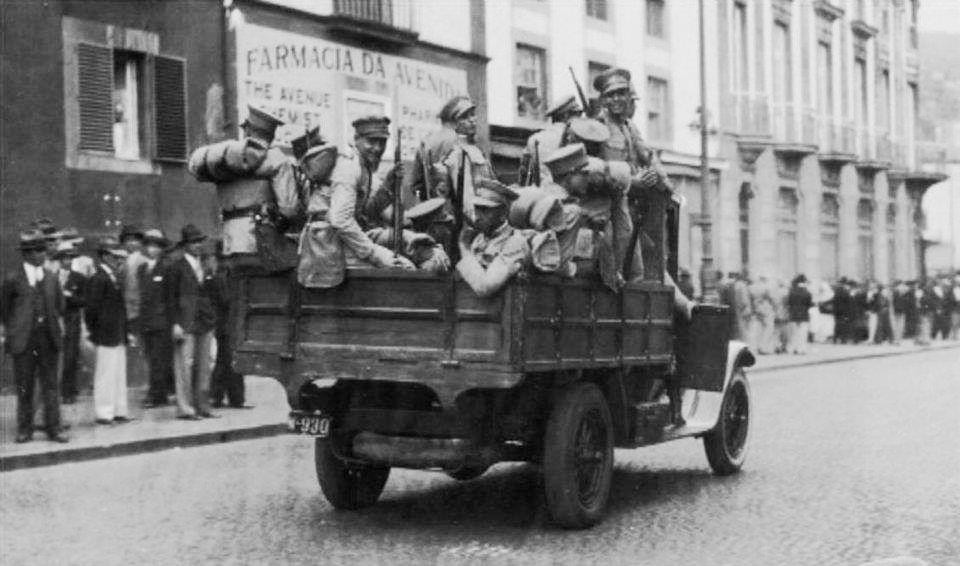
Des militaires portugais durant la révolte à Funchal.

L'annonce de la révolte de Madère a commencé à 7 heures du matin le 4 avril 1931, lors d'une opération dirigée par le lieutenant médical Manuel Ferreira Camões (1898-1963), qui impliquait les forces du bataillon de chasseurs 5, du bataillon de mitrailleuse 1, du bataillon d'infanterie 13 et du bataillon d'artillerie. 3, qui s'empare du palais de São Lourenço a Funchal, capitale de l'île, où sont emprisonnés les colonels Silva Leal (haut-commissaire du gouvernement) et José Maria de Freitas (gouverneur militaire). Le gouverneur civil de l'époque, le capitaine Almeida Cabaço, a également été arrêté. Le même jour, fut constitué un Conseil d'administration de Madère, présidé par le général Sousa Dias (1865-1934) et composé des officiers Armando Hasse Ferreira, Augusto Casimiro, Carlos Bragança Parreira, Carlos Vilhena, Fernando Freiria, Filipe de Sousa, José Mendes dos Reis, Manuel Ferreira Camões et Sebastião Costa, qui déclarent qu'ils ne déposeront les armes que lorsque le gouvernement de Lisbonne aura assuré le retour au système de la Première République
Les militaires rebelles des Açores, manquant de soutien populaire, se rendent rapidement sans combat entre le 17 et le 20 avril 1931. À Madère, en revanche, les rebelles avaient gagné le soutien populaire en profitant du mécontentement généré par la politique économique de rigueur imposée par le gouvernement pour atténuer les effets de la crise internationale de 1929. L’insurrection n’a été neutralisée que le 2 mai, avec l’arrivée d’une expédition militaire qui a écrasé les forces rebelles après sept jours de combats.
Une opération amphibie pour reprendre l'île a été mise en place avec des moyens limités car la marine portugaise a été négligée pendant des années. Malgré cela, le nouveau ministre de la Marine Luís Magalhães Correia (en) ordonne la mobilisation d'une flottille avec des navires marchands et de pêche réquisitionné pour le service naval. La flottille comprenait le cargo transformé transport d'hydravions Cubango avec quatre hydravions CAMS 37, deux croiseurs auxiliaires, deux navires de transport et quatre chalutiers de la marine. La flotte est commandée par le croiseur Vasco da Gama, escorté par le destroyer NRP Vouga de la classe Guadiana et trois canonnières. Cette force navale fut bientôt mise en route et partira pour reprendre Madère, quittant Lisbonne le 24 avril.
Les opérations de débarquement ont commencé le 26 avril 1931. L'appui aérien était crucial pour l'observation et le repérage de l'artillerie, en préparant les troupes à l'intérieur de l'île. Après plusieurs jours de combats amers le 2 mai 1931, toute résistance s'est effondrée.
Le destroyer NRP Vouga coule accidentellement le 1er mai 1931 durant l'opération.
Une centaine d'officiers et soldats rebelles embarque alors sur le croiseur HMS London (69) de la Royal Navy mais seront remis au gouvernement portugais[réf. nécessaire].
Après la défaite du soulèvement de Madère, le 6 mai 1931, les rebelles de la Guinée portugaise se rendent également.
Un camp de concentration est construit à São Nicolau, dans l’archipel du Cap-Vert, pour accueillir les prisonniers de la révolte de Madère de 1931.